# Emiliano Gomes
Emiliano Augusto Rocha Gomes (Irati, 17 de setembro de 1991) é um político brasileiro filiado ao PSD, atual prefeito de Irati (PR).
Formado em nível superior, iniciou sua carreira política como vereador em 2013. Em 2024, aos 33 anos, foi eleito prefeito de Irati, tornando-se o mais jovem gestor municipal da história da cidade.

## Filiações partidárias e trajetória política
Emiliano Gomes foi filiado ao PSD desde o início da carreira política. Em 2012 e 2014 concorreu pelo PSD – sendo eleito vereador em 2012 em Irati e candidato a deputado estadual em 2014 (não eleito). Para as eleições de 2016, mudou-se para o Partido Verde (PV) e disputou a prefeitura de Irati, ficando em 3º lugar. Em 2020 retornou ao PSD como candidato a prefeito (ficou em 2º lugar) e permaneceu no partido para as eleições de 2024. Em 2020, por convite do governador Ratinho Júnior, presidiu a comissão provisória do PSD em Irati. Além do mandato de vereador (2013–2016), atuou como Secretário Municipal de Desenvolvimento Econômico de Irati antes de deixar o cargo para disputar a eleição de 2020.

## Eleições disputadas
Emiliano Gomes disputou cinco eleições municipais e estaduais até 2024.
| Ano  | Eleição             | Candidato a       | Partido | Coligação                                                           | Suplentes/Vice                | Votos  | %      | Resultado              |
| ---- | ------------------- | ----------------- | ------- | ------------------------------------------------------------------- | ----------------------------- | ------ | ------ | ---------------------- |
| 2012 | Municipais de Irati | Vereador          | PSD     | Todos por Irati (PRP/PSD)                                           | —                             | 1.418  | 3,66%  | Eleito                 |
| 2014 | Estaduais do Paraná | Deputado Estadual | PSD     | —                                                                   | —                             | 15.013 | 0,26%  | Não Eleito             |
| 2016 | Municipais de Irati | Prefeito          | PV      | Estradas da Mudança (PV/PSL/DEM)                                    | Mário Cordeiro (PSL)          | 5.028  | 14,60% | Não Eleito (3.º Lugar) |
| 2020 | Municipais de Irati | Prefeito          | PSD     | Juntos pela Mudança (PSC/CIDADANIA/PSD/PL)                          | Felipe Lucas (CIDADANIA)      | 10.577 | 32,69% | Não Eleito (2.º Lugar) |
| 2024 | Municipais de Irati | Prefeito          | PSD     | O Futuro é Agora (REPUBLICANOS/PSD/PDT/PRD/UNIÃO/SOLIDARIEDADE/MDB) | Larissa Mazepa (REPUBLICANOS) | 15.334 | 44,95% | Eleito                 |

## Formação acadêmica e carreira profissional
Segundo dados oficiais da Justiça Eleitoral, Emiliano Gomes declarou ter “ensino superior completo”. Há indicações de atuação como empresário e envolvimento em iniciativas sociais, mas as informações públicas destacam seu percurso em cargos públicos.
Além da vereança, atuou como Secretário Municipal de Desenvolvimento Econômico de Irati no governo anterior, cargo que exerceu até o início de 2020. Em suas redes sociais e entrevistas ele se descreve também como gestor público voluntário e empreendedor da região, mas não há publicações formais detalhando atividades empresariais.

## Gestão como prefeito de Irati
Emiliano Gomes tomou posse em 31 de dezembro de 2024 e enfrentou desafios orçamentários na nova gestão. Segundo seus informes à Câmara Municipal, herdou dívidas superiores a R$127 milhões em Irati. Em resposta, a administração enfatizou políticas de contenção de gastos, mas também buscou atrair investimentos externos. Entre suas primeiras conquistas está a captação de recursos estaduais e federais: no setor de saúde foram conseguidos R$6,5 milhões para construção e aparelhamento de um novo Pronto Atendimento Municipal (R$4,0 mi de obras e R$2,5 mi em equipamentos). O governo também obteve doações de terras para desenvolvimento industrial: um terreno de 35 alqueires foi destinado para um novo parque industrial e está em andamento projeto de R$18 milhões para infraestrutura viária no local. Emiliano afirma que o novo polo terá cerca de 30 lotes industriais e reforça a atratividade do município para indústrias, contando ainda com a oferta de linha férrea e rodovia nas proximidades.
Internamente, a gestão implementou o “governo digital”, tornando online todos os processos e protocolos municipais. Segundo o prefeito, essa digitalização, iniciada no primeiro mês de governo, gerou economia de cerca de R$15 mil por mês em material de escritório e maior agilidade no atendimento interno. No atendimento à população, foram ampliados o horário de funcionamento de Unidades Básicas de Saúde (UBS) e criadas escalas de fim de semana, medida elogiada por munícipes e que ajuda a desafogar a demanda por atendimento médico. Também foi lançada a campanha “Fala Mais Irati” para incentivar denúncias e reclamações à administração; de acordo com o prefeito, isso aumentou a participação popular no governo e permitiu melhorias na ouvidoria municipal.
Na educação, o governo prosseguiu com entregas regulares de material escolar e uniformes e iniciou diagnóstico das condições das escolas e CMEIs (centros municipais de educação infantil) para planejar reformas e novas unidades no interior do município. Embora tivesse anunciado uma reforma administrativa (unindo algumas secretarias), não chegou a encaminhar projetos de lei, alegando que as pastas continuaram com coordenadores até nova definição. Em síntese, as políticas públicas de sua gestão focaram em desenvolvimento econômico (atração de indústrias), melhorias em saúde e educação, e em modernização da máquina pública.

## Controvérsias e críticas
A administração de Emiliano Gomes enfrentou algumas controvérsias políticas. Logo no início de 2025 foi apresentada à Câmara Municipal uma denúncia de crime de responsabilidade contra o prefeito, com pedido de abertura de processo de impeachment por suposta omissão em atos de sua Secretaria de Planejamento. Essa denúncia foi discutida em sessão legislativa, mas rejeitada por unanimidade e arquivada. Em junho de 2025, a Câmara derrubou por 9 votos a 1 um veto parcial do prefeito a um projeto de lei que autorizava a compra de um terreno usado como estacionamento da Prefeitura. O prefeito havia vetado trechos relativos ao parcelamento da compra, alegando dificuldades orçamentárias. Parlamentares defenderam então nova negociação do valor e pagamento, argumentando que o imóvel deveria ser adquirido com recursos da Câmara (não do Executivo) para evitar gastos diretos da prefeitura. Além disso, a proposta de reestruturação administrativa (com junção de secretarias) anunciada por Emiliano gerou críticas por ainda não ter sido formalizada em lei; ele justificou que, enquanto isso, as pastas funcionam normalmente sob coordenações interinas.

## Desempenho como gestor
Em comentários públicos, Emiliano Gomes tem defendido que sua gestão busca priorizar austeridade fiscal em meio a dívidas elevadas e crises históricas (como transporte e saneamento). Avaliou os primeiros meses como positivos em termos de conquista de recursos para investimentos (saúde e indústria) e avanços na eficiência interna. Reconheceu que muitas ações levam tempo devido a trâmites legais (licitações, obras) Secretários e vereadores chegam a elogiar a rapidez de algumas medidas (como digitalização) e o empenho em trazer obras de infraestrutura. Em relatório de 100 dias, o prefeito destacou ganhos como formação continuada de professores, análise das obras em andamento e ampliação da ouvidoria para maior transparência. No geral, a avaliação oficial de sua gestão inicial enfatiza superação de desafios e busca por “desenvolvimento com economia”, embora críticas sobre pendências administrativas persistam em debates políticos locais.